# Tantan
Tantan is een bestuurslaag in het regentschap Muaro Jambi van de provincie Jambi, Indonesië. Tantan telt 2069 inwoners (volkstelling 2010).